# Phoradendron tenuicaule
Phoradendron tenuicaule är en sandelträdsväxtart som beskrevs av Kuijt. Phoradendron tenuicaule ingår i släktet Phoradendron och familjen sandelträdsväxter. Inga underarter finns listade i Catalogue of Life.